# Serracapriola
Serracapriola là một đô thị thuộc tỉnh Foggia trong vùng des Puglia.
Đô thị Serracapriola có diện tích 272  km², dân số 4.336 người. 
Đô thị Serracapriola giáp với các đô thị sau: Chieuti, Lesina, Rotello, San Martino in Pensilis, San Paolo di Civitate, Torremaggiore.